# Smilga
Die Smilga ist ein Fluss in Litauen, im Rayon Kėdainiai. Sie entspringt unweit von Krakės, fließt nach Südosten und mündet in der Mittelstadt Kėdainiai in den Nevėžis.

## Name
Das Wort smilga bedeutet 'Straußgräser'.

## Bilder

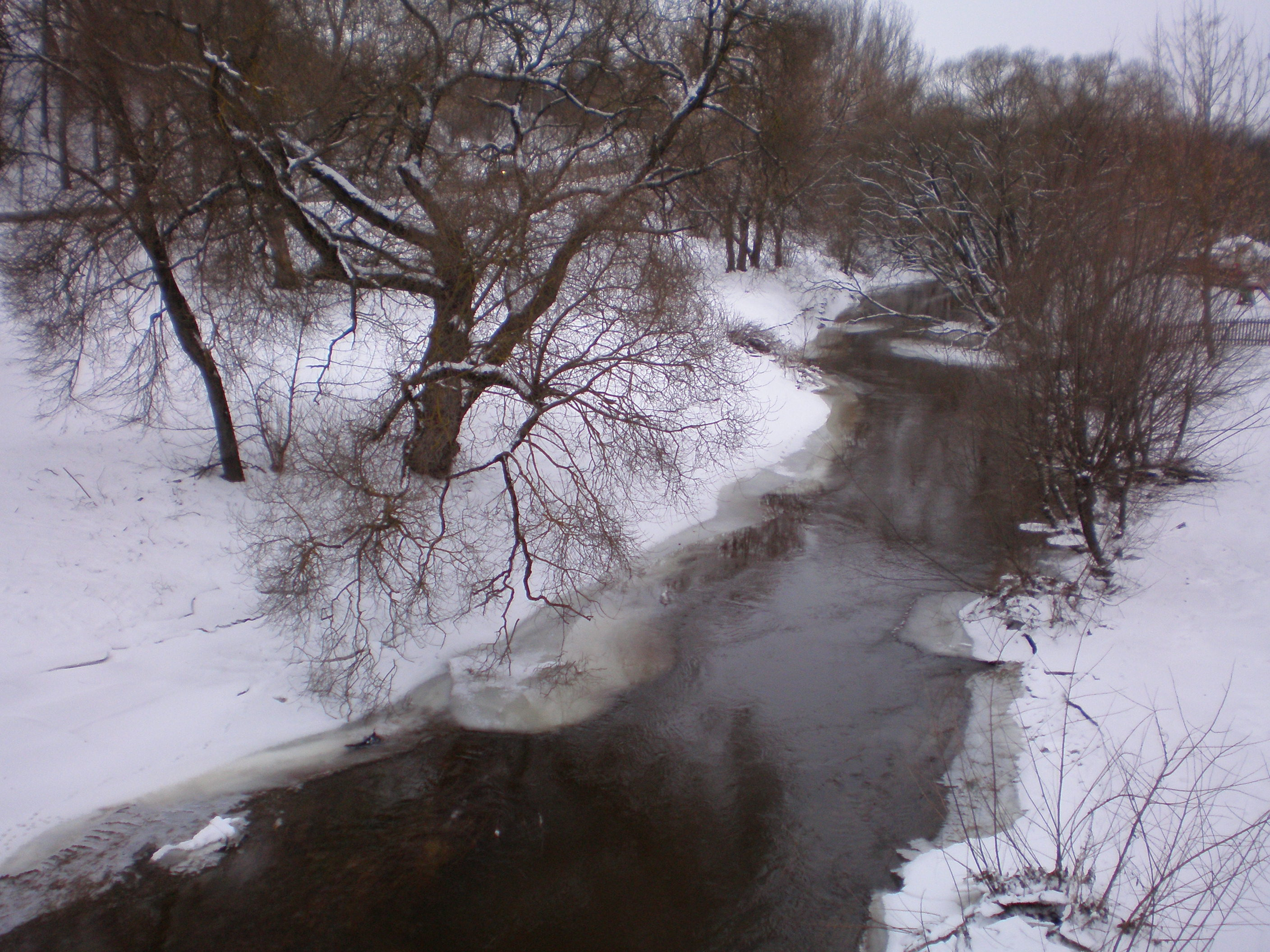
Smilga in Kėdainiai im Winter
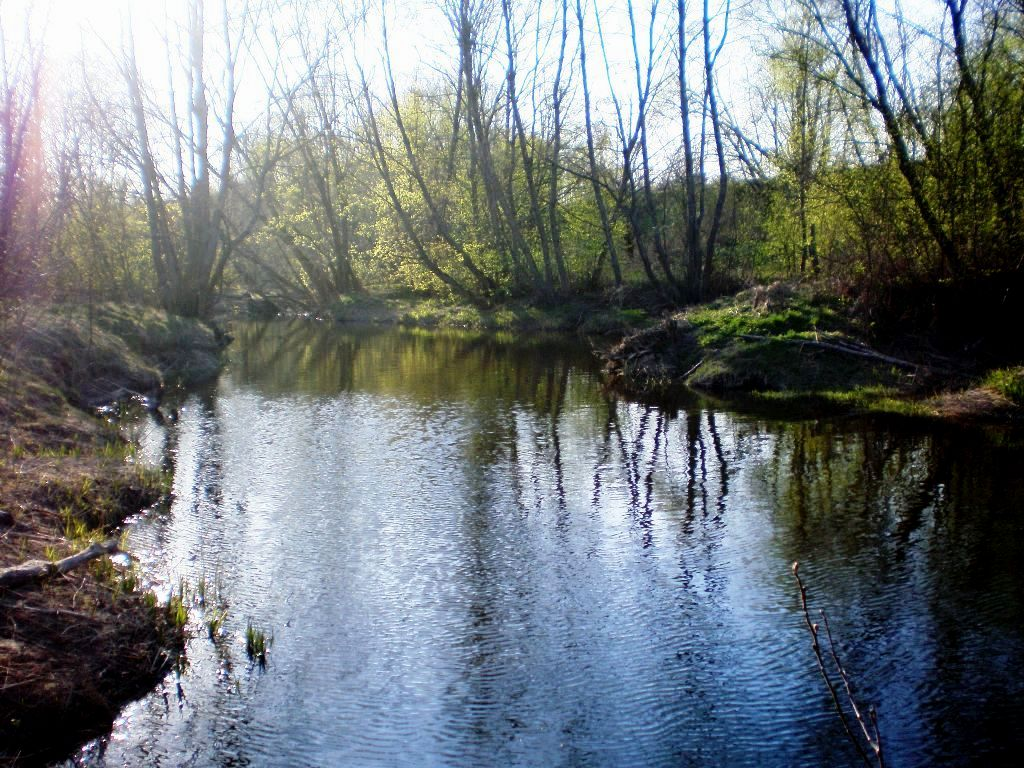
Smilga bei Bartkūniškiai
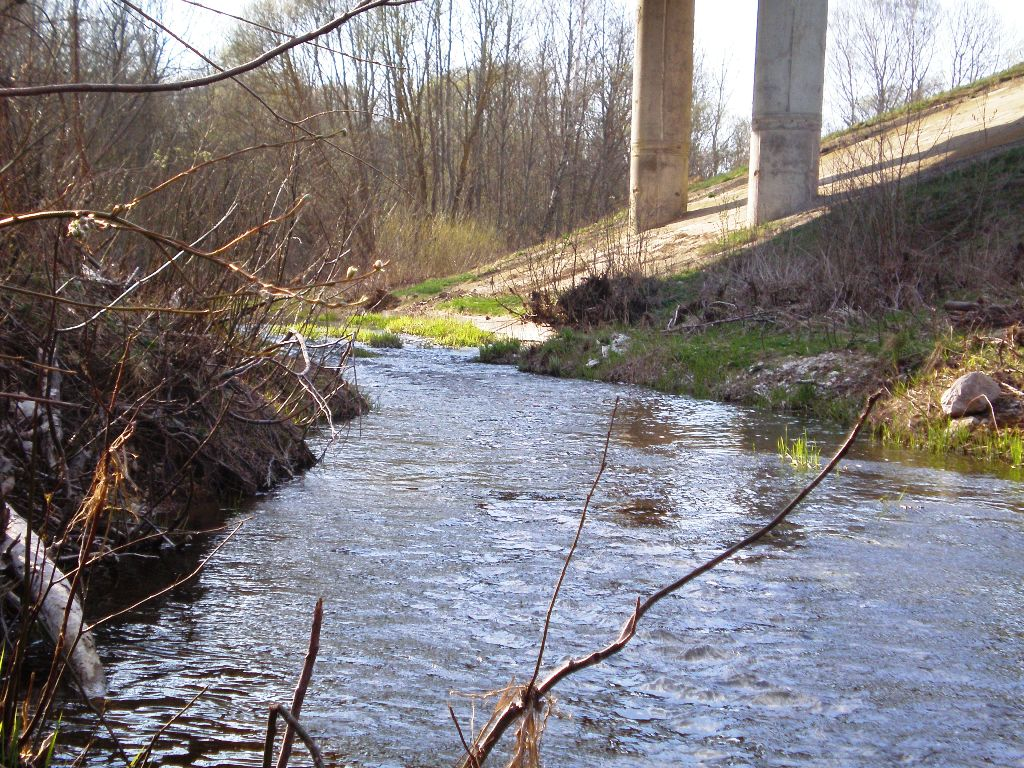
Smilga im Rayon Kėdainiai
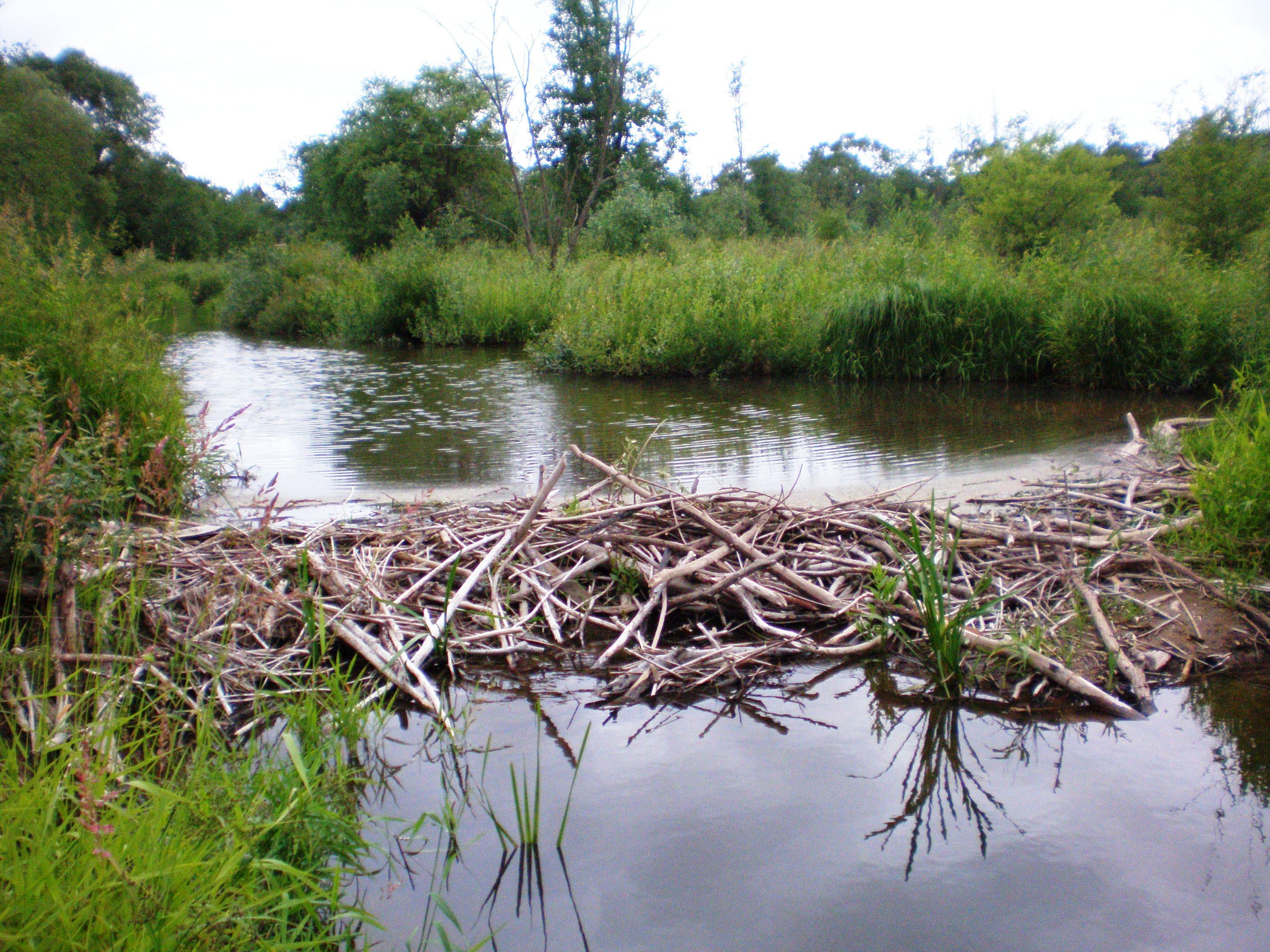
Talsperre Bebrų in der Smilga